# El portón
«El portón» es el quinto episodio de la sexta temporada de la serie de televisión de fantasía medieval Game of Thrones, de la cadena HBO. Tiene una duración de 57 minutos. David Benioff y D. B. Weiss escribieron el episodio y Jack Bender dirigió el episodio.
Este episodio ganó los siguientes premios en los Emmys técnicos 2016 de la cual ganó Mejor maquillaje prostético y fue nominado a Mejor dirección de serie dramática y Mejor edición de sonido.

## Argumento

### En el Muro
Sansa Stark (Sophie Turner) y Brienne Tarth (Gwendoline Christie) confrontan a Petyr Baelish (Aidan Gillen) en Villa Topo, donde es interrogado sobre su decisión de casar a Sansa con Ramsay Bolton. Meñique explica que ignoraba la crueldad de Ramsay, y pide que se le perdone, además de ofrecer su apoyo y el del Valle de Arryn a Sansa para retomar Invernalia. Sansa declina su ayuda y le ordena volver al Valle. Al salir, Meñique revela que su tío abuelo, Brynden Tully, ha reunido el resto de las fuerzas de la Casa Tully y han retomado Aguasdulces.Jon Nieve (Kit Harington), Davos Seaworth (Liam Cunningham) y Sansa examinan sus posibilidades de volver a tomar Invernalia. Jon señala que las otras casas del Norte, tales como la Casa Manderly de Puerto Blanco y la Casa Mormont de Isla del Oso, no han jurando aún lealtad a la Casa Bolton, y Sansa sugiere que los Tully lucharían también por los Stark. Mientras se preparan para salir del Castillo Negro, Sansa ordena a Brienne viajar a las Tierras de los Ríos y reclutar al Pez Negro.

### En las Islas del Hierro
Durante la asamblea de sucesión, Yara (Gemma Whelan) pronuncia su discurso como pretendiente al trono. La duda planea sobre ella dado que las Islas del Hierro nunca las ha gobernado una mujer, pero Theon (Alfie Allen) interviene para apoyar el reclamo de su hermana. Mientras la multitud comienza a decidirse en favor de Yara, Euron Greyjoy (Pilou Asbæk) llega y se postula también como candidato a rey. Cuando Yara lo acusa de matar a Balon, Euron lo reconoce abiertamente, mientras que denuncia como su hermano ha llevado a los hijos del hierro a la ruina. Euron promete conquistar Poniente tras casarse con Daenerys Targaryen, empleando la Flota de Hierro, con lo que termina siendo escogido rey. Después de su coronación por ahogamiento, Euron decide matar a Theon y a Yara, pero descubre que ellos y sus pocos partidarios se han llevado las mejores naves de la flota. Sin desanimarse, Euron ordena a toda la población de las Islas del Hierro iniciar la construcción de una nueva flota.

### En Vaes Dothrak
Jorah Mormont (Iain Glen) revela a Daenerys Targaryen (Emilia Clarke) que ha contraído la psoriagrís. Jorah reconoce a Dany que está enamorado de ella y se dispone a marchar, pero Daenerys le ordena encontrar una cura para su enfermedad y volver a su lado cuando vaya a conquistar Poniente. Daenerys, Daario Naharis (Michiel Huisman) y los dothrakis parten de Vaes Dothrak.

### En Braavos
Arya Stark (Maisie Williams) continúa entrenando con la Niña Abandonada (Faye Marsay). Jaqen H'ghar (Tom Wlaschiha) explica a Arya un poco de historia de los Hombres sin Rostro, que se originaron como esclavos en Valyria y mataron a sus amos antes de migrar a Braavos. A continuación, le asigna una misión, advirtiéndole de que no se le dará una tercera oportunidad. Arya observa a su objetivo, una actriz llamada Lady Crane (Essie Davis) que actúa como Cersei Lannister en una obra de teatro. En ella es representada la muerte de Robert Baratheon y la ejecución de Eddard Stark. Arya se incomoda notablemente por la representación de la obra, donde se retrata a su padre como un hombre torpe y hambriento de poder, y comienza a tener dudas sobre su cometido. De vuelta a la Casa de Blanco y Negro, Arya cuestiona a Jaqen sobre la naturaleza de su objetivo, pero Jaqen la reprende.

### En Meereen
Tyrion Lannister (Peter Dinklage) y Varys (Conleth Hill) comentan que una paz estable pero a la vez incómoda ha caído sobre Meereen desde los acuerdos alcanzados con los Amos. Con el fin de preservar la paz y el apoyo público a Daenerys, Tyrion convoca a la sacerdotisa roja Kinvara (Ania Bukstein), quien cree que Daenerys es la elegida del Señor de Luz, y declara que sus sacerdotes divulgarán su mensaje. Varys, dudoso acerca de las artes sobrenaturales, interviene y señala que Melisandre también creía que Stannis era el elegido, antes de su derrota en Invernalia, pero Kinvara le silencia revelando cómo fue castrado. La sacerdotisa compromete su apoyo, ya que ella está segura sobre Daenerys.

### Más Allá del Muro
Bran (Isaac Hempstead Wright) y el Cuervo de tres ojos (Max Von Sydow) observan una visión de los Hijos del Bosque "creando" al líder de los Otros empalando a un hombre con una daga de vidriagón. De vuelta a la cueva, Bran confronta a Hoja (Kae Alexander) sobre el origen de los Caminantes Blancos. Ella explica que ella no tenía otra opción, ya que estaban en guerra con los Primeros Hombres. Bran decide entrar en una visión sin el Cuervo de tres ojos. En lugar de transportarse al pasado, Bran se encuentra en la actualidad, donde contempla un enorme ejército de espectros dirigidos por el "Rey de la Noche" (Vladimir Furdik), quien toca a Bran dentro de la propia visión. Bran despierta mirándose una cicatriz de hielo en su muñeca, y el Cuervo de tres ojos le advierte que debe abandonar el lugar, pues ahora los caminantes blancos le han encontrado y son capaces de entrar en la cueva.
Bran y el Cuervo de tres ojos entran en una visión, para que el Cuervo pueda transferir más de su conocimiento a su aprendiz. Cuando Meera Reed (Ellie Kendrick) se prepara para salir, se da cuenta de que hace más frío de repente, y se dispone a investigar. Se encuentra con el ejército de espectros, acompañados de los Otros. Meera se esmera por rescatar a Bran de la cueva, matando a un caminante blanco, mientras que los Hijos del Bosque tratan de contener a los espectros en cuanto la cueva es invadida. Bran, en la visión, presencia como su padre Eddard parte hacia el Valle de Arryn, y también ve a Hodor de joven. Bran oye los gritos de Meera desde dentro de la visión y el Cuervo de tres ojos le aconseja escucharla. Bran permanece en la visión a la vez que entra en la piel de Hodor (Kristian Nairn), mientras que Verano se sacrifica defendiendo a su amo de los espectros. El "Rey de la Noche" entra en la cueva y mata al Cuervo de Tres Ojos, quien desaparece de la visión. Cuando Bran, Meera y Hodor comienzan a huir, Hoja se sacrifica también para ralentizar a los espectros. El grupo llega a un portón sellado que Hodor a duras penas logra abrir. Por otro lado, Meera repetidamente ordena a Hodor aguantar el portón cerrado ("Hold the door" en la versión original) contra los espectros, mientras que huyen. Mientras Meera escapa transportando a Bran, Hodor es presumiblemente asesinado por los espectros que terminan abriéndose paso. En la visión, Bran entra en la piel del joven Hodor (llamado Wyllis) a quien le hace sufrir una convulsión. Con la conciencia de Bran dentro de su cabeza, Wyllis oye el eco de las órdenes de Meera, y comienza a arrastrar la frase "aguanta el portón" una y otra vez hasta que "Hodor" es todo lo que consigue decir.

## Reparto

### Personajes principales
- Peter Dinklage como Tyrion Lannister
- Emilia Clarke como Daenerys Targaryen
- Kit Harington como Jon Snow
- Aidan Gillen como Petyr Baelish
- Liam Cunningham como Davos Seaworth
- Carice van Houten como Melisandre
- Sophie Turner como Sansa Stark
- Nathalie Emmanuel como Missandei
- Maisie Williams como Arya Stark
- Conleth Hill como Varys
- Isaac Hempstead-Wright como Bran Stark
- Kristofer Hivju como Tormund Giantsbane
- Alfie Allen como Theon Greyjoy
- Michiel Huisman como Daario Naharis
- Gwendoline Christie como Brienne de Tarth
- Tom Wlaschiha como Jaqen H'ghar
- Iain Glen como Jorah Mormont

### Personajes secundarios
- Max von Sydow como el Cuervo de tres ojos
- Kristian Nairn como Hodor
- Richard E. Grant como Izembaro
- Essie Davis como Lady Crane
- Pilou Asbæk como Euron Greyjoy
- Gemma Whelan como Yara Greyjoy
- Ben Crompton como Eddison Tollett
- Ellie Kendrick como Meera Reed
- Faye Marsay como la niña desconocida
- Jacob Anderson como Gusano Gris
- Michael Feast como Aeron Greyjoy
- Kae Alexander como Leaf
- Daniel Portman como Podrick Payne
- Kevin Eldon como el actor de "Eddard Stark"
- Rob Callender como el actor de "Joffrey Baratheon"
- Vladimir Furdik como el Rey de la noche
- Sam Coleman como Wylis (Hodor joven)
- Wayne Foskett como Rickard Stark
- Sebastian Croft como el joven Eddard Stark
- Matteo Elezi como el joven Benjen Stark
- Fergus Leathem como el joven Rodrik Cassel
- Ania Bukstein como Kinvara

## Producción
El episodio fue escrito por los creadores de la serie David Benioff y DB Weiss. Algunos elementos de episodio se basan de la sexta novela de la Canción de hielo y fuego llamada Vientos de invierno, que el autor George R.R. Martin esperaba haber completado antes de que comenzara la sexta temporada. Las escenas de Arya se basan del capítulo de "Mercy" aún no publicado del sexto libro. También adapta del capítulo "El hombre ahogado" de Festín de cuervos.
Este episodio es la última aparición de Kristian Nairn como Hodor, un papel que ha desempeñado desde el piloto de la serie. Según David Benioff y DB Weiss: "Tuvimos una reunión con George Martin en la que intentábamos sacarle toda la información posible. La revelación quizás más sorprendente que nos tenía preparada era el origen de Hodor. Cómo surgió ese nombre. Recuerdo que Dan y yo nos miramos cuando nos lo dijo y pensamos… ¡qué pasada!"

## Recepción
El episodio cosechó 7,89 millones en su primera emisión en USA .El episodio fue muy positivamente recibido por los críticos y por los fanes sobre todo por el origen de Hodor. Rotten Tomatoes que revisó 46 revisiones del episodio y juzgó que el 100 % de ellas eran positivas, con una calificación promedio de 9,7/10 siendo uno de los capítulos más valorados en el sitio web.